# Zixdorf
Zixdorf ist ein Gemeindeteil von Rabenstein/Fläming im Landkreis Potsdam-Mittelmark in Brandenburg.
Der Ort liegt an der Kreisstraße K 6922. Die A 9 verläuft westlich. Südwestlich, 1,5 km entfernt, verläuft die Landesgrenze zu Sachsen-Anhalt.

## Sehenswürdigkeiten
Die Dorfkirche Zixdorf ist eine mittelalterliche Feldsteinkirche vermutlich aus dem 13./14. Jahrhundert und ist als Baudenkmal eingetragen (siehe Liste der Baudenkmale in Rabenstein/Fläming#Zixdorf).